# Phymanthea pluvia
Phymanthea pluvia is een zeeanemonensoort uit de familie Actiniidae. De anemoon komt uit het geslacht Phymanthea. Phymanthea pluvia werd in 1846 voor het eerst wetenschappelijk beschreven door Drayton in Dana. 